# Dacrydium elatum
Dacrydium elatum е вид растение от семейство Podocarpaceae. Видът е незастрашен от изчезване.

## Разпространение
Разпространен е в Камбоджа, Индонезия, Лаос, Малайзия, Филипини, Тайланд и Виетнам.